# Championnat des îles Caïmans de football 2022
Navigation
Édition précédente Édition suivante
La saison 2022 du Championnat des îles Caïmans de football est la quarante-troisième édition de la CIFA National Premier League, le championnat de première division aux Îles Caïmans. Les huit meilleures équipes de l'île sont regroupées au sein d’une poule unique.
Ne pouvant pas se présenter avec un effectif complet pour leur premier match de la saison, l'Alliance FC et le Latinos FC déclarent forfait pour ces rencontres. Après une situation identique lors de la deuxième journée, la ligue décide d'exclure ces deux formations du championnat qui se dispute finalement à seulement huit équipes, contre dix initialement prévues.
Le Scholars International remporte un deuxième titre consécutif, le quatorzième de son histoire, en devançant l'Elite SC de huit points au terme de quatorze journées de compétition. Le club réalise même un doublé championnat-coupe en se défaisant du Sunset FC lors de la finale le 22 mai 2022 au Stade Truman-Bodden.

## Équipes participantes
Après deux forfaits à leurs deux premières rencontres de championnat, l'Alliance FC (promu) et le Latinos FC sont exclues de la compétition.
| \| George Town : Academy SC George Town SC Sunset FC West Bay : Elite SC Future SC Scholars International George Town West Bay Bodden Town East End United \| Localisation des équipes engagées. |
| George Town : Academy SC George Town SC Sunset FC West Bay : Elite SC Future SC Scholars International George Town West Bay Bodden Town East End United                                          |

| Club                   | Classement 2020-2021 | Ville       | Stade                      |
| ---------------------- | -------------------- | ----------- | -------------------------- |
| Scholars International | Champion             | West Bay    | Ed Bush Stadium            |
| Bodden Town            | 2e                   | Bodden Town | Haig Bodden Stadium        |
| Future SC              | 3e                   | West Bay    |                            |
| Academy SC             | 4e                   | George Town | Academy Sports Field       |
| Elite SC               | 6e                   | West Bay    |                            |
| East End United        | 7e                   | East End    | Donovan Rankine Stadium    |
| George Town SC         | 8e                   | George Town | T.E. McField Sports Centre |
| Sunset FC              | 9e                   | George Town | T.E. McField Sports Centre |

Légende des couleurs
- Champion

## Compétition
Le barème utilisé pour établir le classement est le suivant :
- Victoire : 3 points
- Match nul : 1 point
- Défaite : 0 point

### Classement
| Rang | Équipe                   | Pts | J  | G  | N | P  | Bp | Bc | Diff |
| ---- | ------------------------ | --- | -- | -- | - | -- | -- | -- | ---- |
| 1    | Scholars International T | 35  | 14 | 11 | 2 | 1  | 40 | 5  | +35  |
| 2    | Elite SC                 | 27  | 14 | 9  | 0 | 5  | 26 | 13 | +13  |
| 3    | Future SC                | 26  | 14 | 8  | 2 | 4  | 30 | 19 | +11  |
| 4    | Bodden Town              | 24  | 14 | 7  | 3 | 4  | 23 | 15 | +8   |
| 5    | Sunset FC                | 16  | 14 | 5  | 1 | 8  | 21 | 29 | -8   |
| 6    | East End United          | 15  | 14 | 4  | 3 | 7  | 19 | 30 | -11  |
| 7    | Academy SC               | 14  | 14 | 4  | 2 | 8  | 17 | 22 | -5   |
| 8    | George Town SC           | 3   | 14 | 0  | 3 | 11 | 8  | 51 | -43  |

|  | Champion                                   |
|  | Barrage pour la relégation en Division One |
|  | T : Tenant du titre                        |

Au terme de la saison, le George Town SC perd le barrage de relégation promotion face à Roma United, premier en Division One.

## Bilan de la saison
| Championnat des îles Caïmans de football 2022 |                                    |
| Champion                                      | Scholars International (14e titre) |
| Dauphin                                       | Elite SC                           |
| Coupes et trophées                            |                                    |
| Vainqueur de la Coupe des îles Caïmans 2022   | Scholars International             |
| Qualifications continentales                  |                                    |
| Promotions et relégations                     |                                    |
| Promus en CIFA National Premier League        | Roma United                        |
| Relégués en Division One                      | George Town SC                     |